# Геращенко, Антон Юрьевич
Анто́н Ю́рьевич Гера́щенко (укр. Антон Юрійович Геращенко; род. 10 февраля 1979, Харьков, УССР, СССР) — украинский политический и государственный деятель. Заместитель министра внутренних дел Украины с 25 сентября 2019 по 4 августа 2021 года. Советник министра внутренних дел Украины (с августа 2021).
Внештатный советник министра внутренних дел Украины (25 марта — 20 ноября 2014). Член коллегии Министерства внутренних дел Украины. Депутат Верховной рады Украины VIII созыва (27 ноября 2014 — 29 августа 2019). Инициатор создания сайта «Миротворец».

## Биография
Антон Юрьевич Геращенко родился 10 февраля 1979 года в Харькове. Рос без отца, воспитанием занимались мать и бабушка с дедушкой.

### Образование
С сентября 1985 по июнь 1995 года обучался в Академической гимназии № 45 города Харькова.
В 2000 году окончил Харьковский национальный экономический университет по специальности экономика предприятия, квалификация — экономист. Также окончил Христианский гуманитарно-экономический открытый университет в Одессе.

### Карьера в Харьковской области
С июля 1999 по июнь 2000 года Геращенко работал экономистом по планированию управления координации использования ресурсов АЭК «Харьковоблэнерго» (с марта 2000 года — АК «Харьковоблэнерго»).

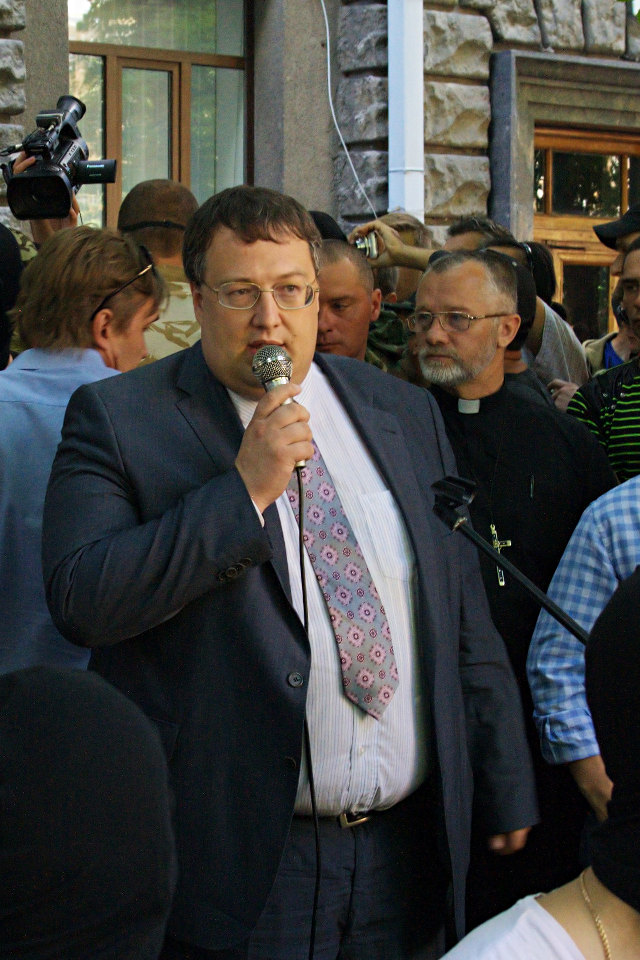
Антон Геращенко на митинге батальона «Донбасс» возле Администрации Президента Украины 29 июня 2014 года

Антон Геращенко рано заинтересовался политикой. Впервые в местные советы баллотировался в 19 лет. Удалось с четвёртой попытки в 23 года. В 2002—2006 годы был депутатом Харьковского горсовета.
В 2004 году во время Оранжевой революции Геращенко познакомился с Арсеном Аваковым, вступил в пропрезидентскую партию «Наша Украина». В феврале 2005 года президент Виктор Ющенко назначил Авакова председателем Харьковской областной администрации, а тот уже в марте назначил Геращенко председателем Красноградской райгосадминистрации. Геращенко стал самым молодым главой в истории района и пробыл в должности до апреля 2010 года. Его деятельность на данном посту получила неоднозначные оценки. С одной стороны, по словам тогдашнего руководителя региона Арсена Авакова, Геращенко получил «орден за заслуги». В то же время, по свидетельствам местных жителей, за время работы Геращенко в городском парке было разобрано колесо обозрения, закрыты аттракционы, также прекратил работу местный кинотеатр.
Во время работы в райгосадминистрации был председателем Красноградской районной организации «Народный союз Наша Украина» (НСНУ).
После назначения в марте 2014 года Арсена Авакова и. о. министра внутренних дел Украины Геращенко стал его советником, оставался на этом посту до 20 ноября 2014 года.

### Верховная Рада VIII созыва
На парламентских выборах в октябре 2014 года под 21-м номером в списке партии «Народный фронт» успешно прошёл в Верховную Раду VIII созыва.

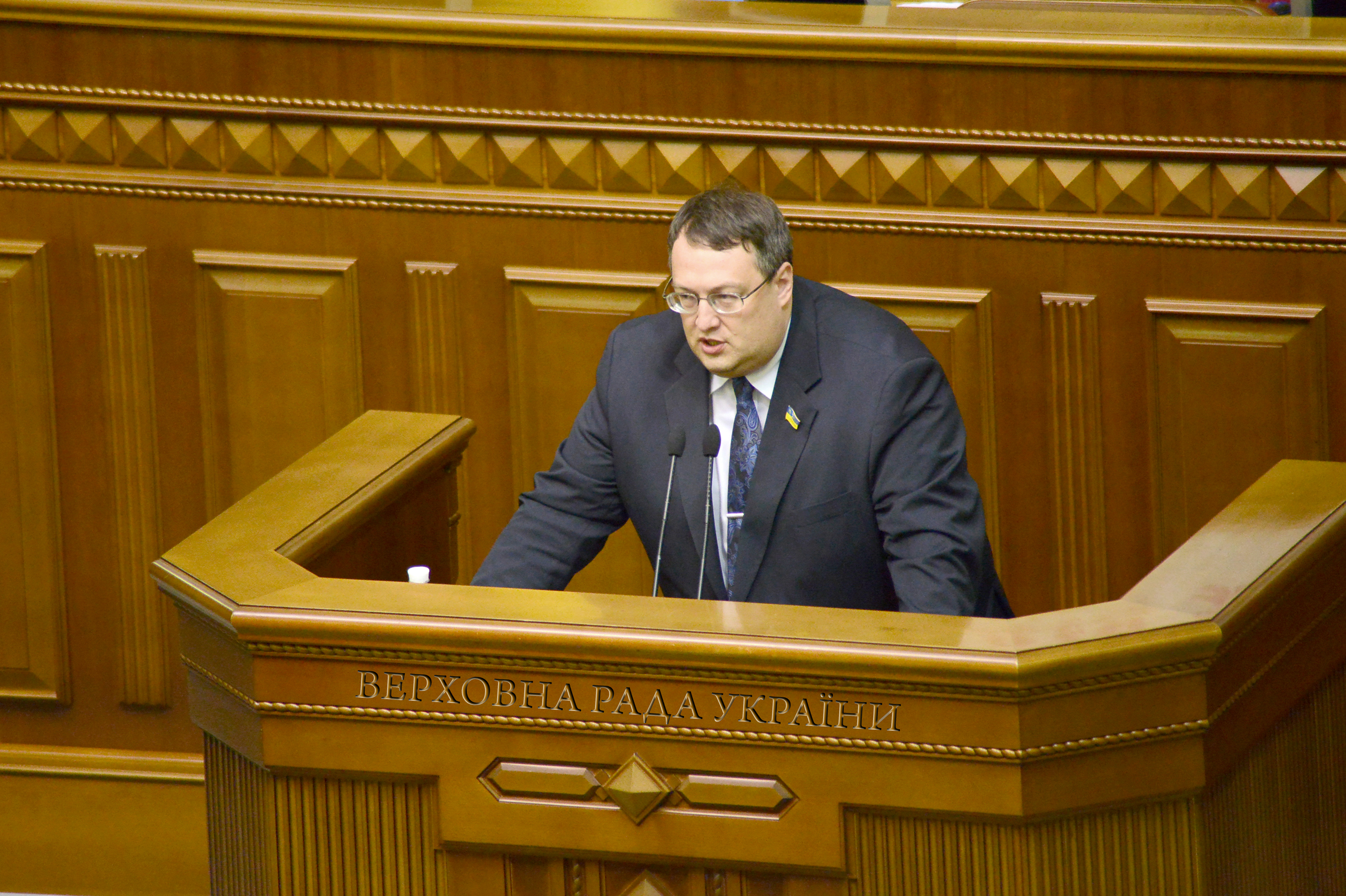
Геращенко на трибуне Верховной Рады, 2015 год

Как народный депутат входил во фракцию «Народного фронта», был секретарём комитета Верховной Рады по вопросам законодательного обеспечения правоохранительной деятельности. Геращенко входил в состав Временной следственной комиссии по вопросам расследования обстоятельств конфликта в Закарпатской области и Временной следственной комиссии для проведения расследования сведений о нападениях на Екатерину Гандзюк и других общественных активистов. Также был членом Постоянной делегации в Парламентской ассамблее Организации по безопасности и сотрудничеству в Европе, входил в группы по межпарламентским связям с Японией, Израилем, Китаем, Бразилией и Эстонией. За срок депутатских полномочий Геращенко посетил 71 % от всех заседаний в Верховной Раде и 80 % — заседаний комитета.
За время работы в парламенте Антон Геращенко сделал 98 депутатских запросов. Он стал автором и соавтором более сотни законопроектов и 116 раз выступал в Верховной Раде. Одна из наиболее громких законодательных инициатив — закон о запрете на «изготовление и пропаганду» георгиевской ленты, предусматривавшем при его нарушении административный штраф в размере от 850 до 2550 гривен и конфискацию запрещённой символики (при повторном нарушении возможен штраф от 2550 до 5100 гривен или административный арест до 15 суток). Закон был принят Верховной радой 16 мая 2017 года и подписан 12 июня 2017 года президентом Петром Порошенко. 29 января 2015 года вместе с внефракционным народным депутатом Борисом Филатовым зарегистрировал проект закона о введении уголовной ответственности за публичные призывы к уклонению от мобилизации, в том числе иностранных граждан. 13 марта 2015 года Геращенко внёс инициативу законопроекта, предполагающего уголовное наказание в виде уголовного срока за организацию «проплаченных митингов».

### Советник и заместитель министра внутренних дел
После получения депутатского мандата Геращенко остался на должности советника министра, но уже в качестве внештатного сотрудника. В конце того же 2014 года он вошёл в состав коллегии Министерства внутренних дел.
15 ноября 2017 года на заседании антикоррупционного комитета Верховной рады Антон Геращенко объявил о сложении с себя полномочий советника главы МВД. Это произошло после комментария депутата Сергея Лещенко, что Геращенко, будучи советником Арсена Авакова, из-за конфликта интересов не может комментировать деятельность Национального антикоррупционного бюро Украины, ведущего расследование дела о махинациях Александра Авакова, сына главы МВД, с закупками рюкзаков для Нацгвардии.
25 сентября 2019 года назначен Кабинетом министров Украины на должность заместителя министра внутренних дел Украины. Отвечал за координацию законодательного обеспечения деятельности МВД, взаимодействие с Верховной Радой Украины, Общественным советом при МВД, связь со средствами массовой информации.
Арсен Аваков написал заявление об отставке 13 июля 2021 года, 16 июля Рада назначила новым главой МВД Дениса Монастырского. 4 августа кабинет министров уволил Геращенко с должности заместителя министра внутренних дел, но уже 30 августа Геращенко был назначен советником нового главы ведомства. В прошлом Монастырский был помощником Антона Геращенко в Верховной раде VIII созыва (2014—2019), а также работал экспертом по реформе правоохранительной и судебной системы в Украинском институте будущего, соучередителем которого выступил Геращенко. В конце сентября 2021 года было анонсировано, что в структуре МВД будет создан офис по вопросам защиты бизнеса, и координировать его работу будет Геращенко.

## Общественные организации
Геращенко является одним из учредителей Всеукраинского благотворительного фонда «Укрепление национальной безопасности Украины». В 2016 году он стал одним из учредителей и партнёром «Украинского института будущего», входит в его Координационный Совет.

### «Миротворец»
В декабре 2014 года Геращенко заявил о презентации сайта «Миротворец» с базой «сепаратистов», где «медленно, но верно аккумулируется информация „Центра исследований преступлений против основ национальной безопасности Украины, мира, безопасности граждан“, основанного группой волонтеров под руководством Георгия Туки».

## Возможное покушение
21 января 2017 года глава Службы безопасности Украины Василий Грицак заявил, что сотрудники СБУ предотвратили покушение на жизнь Антона Геращенко. Ряд украинских СМИ выдвинули версию, что данное покушение могло быть инсценировкой. Геращенко назвал эти версии «слухами», так как были задержаны двое подозреваемых в организации покушения. По версии СБУ, заказчиком покушения был гражданин России, находившийся в Белгороде и нанявший для совершения преступления двух ранее судимых граждан.
8 августа 2022 года СБУ опубликовала информацию о задержанных киллерах из спецслужб России, которые, по данным ведомства, планировали убийства министра обороны Украины Алексея Резникова, начальника Главного управления разведки Минобороны Кирилла Буданова, а также Антона Геращенко.

## Уголовные дела

### В России
6 октября 2015 года Геращенко опубликовал у себя в Facebook призыв к «игиловцам и их собратьям в России, которых немало на Кавказе» находить и мстить «по канонам Шариата» российским военным, участвовавшим в военной операции в Сирии и призвал пользователей сайта «Миротворец» размещать «все известные данные» о российских военных, участвующих в операции в Сирии. В ответ Следственный комитет РФ возбудил против Геращенко уголовное дело по статье 205.2 УК РФ (публичные призывы к осуществлению террористической деятельности или публичное оправдание терроризма). После чего уже Геращенко в ответ обвинил СК РФ во лжи.

### На Украине
Влияние на правоохранительные органы
30 января 2017 года Генеральная прокуратура Украины открыла досудебное расследование в отношении Антона Геращенко и должностных лиц Национальной полиции о незаконном влиянии на работников правоохранительных органов в связи с их заявлениями о невиновности народного депутата Сергея Пашинского в деле о стрельбе Пашинского в новогоднюю ночь с 2016 на 2017 год в гражданина Вячеслава Химикуса. Об этом сообщил бывший заместитель главы Администрации президента Украины Андрей Портнов, который также предоставил СМИ сканокопию судебного постановления. Ранее адвокат Марина Паринова заявила, что Печерский районный суд удовлетворил жалобу Химикуса на Генеральную прокуратуру относительно невнесения в Единый реестр досудебных расследований и заявлений Геращенко.
Государственная измена
24 апреля 2017 года в отношении Антона Геращенко было открыто уголовное дело Прокуратурой Автономной Республики Крым (расположена в Киеве) за государственную измену. Об этом в сети Facebook сообщил журналист Владимир Бойко, обратившийся к ведомству с запросом, в котором просил оценить пост Геращенко в той же соцсети от 12 января 2015 года. Народный депутат изложил свой «мирный план» по урегулированию отношений с Россией, включавший возвращение Крымского полуострова Украине, а «взамен, в случае поддержки этого плана здравомыслящей частью граждан Украины, Путину для „сохранения лица“, после соответствующих изменений в законодательство может быть отдан в платную аренду Севастополь на 30-40 лет». По результату запроса было открыто «уголовное производство № 42017010000000056, зарегистрированное в ЕРДР 24.04.2017 по признакам ч.1 ст.111 УК Украины по факту совершения народным депутатом Украины Антон Геращенко государственной измены».
Незаконное обогащение
6 сентября 2018 года Национальное антикоррупционное бюро Украины по решению суда открыло уголовное производство по подозрению в незаконном обогащении Антона Геращенко (часть 34 статьи 368-2 Уголовного кодекса). В январе 2019 НАБУ закрыло дело ввиду невозможности проверить доходы его тестя. Бюро посчитало, что тесть мог оплачивать съёмную квартиру для зятя за три тысячи долларов и мог купить два автомобиля, которыми пользуется Геращенко, всё на средства сэкономленные в период с 1991 по 1996 годы, а также от приобретения наследства.

## Скандалы

### «Миротворец»
Геращенко и созданный им сайт «Миротворец» неоднократно подвергались критике со стороны ООН и представительства ОБСЕ по свободе СМИ за публикацию личных данных людей, которых владельцы сайта считают «изменниками» и «террористами» (воевавших на стороне сепаратистов Донбасса, посещавших аннексированный Крым (в их числе и российские звёзды эстрады), поддерживавших власти ДНР и ЛНР, а также работавших на территории ДНР и ЛНР журналистов). В СМИ связывали убийства писателя Олеся Бузины и народного депутата Украины Олега Калашникова в 2015 году именно с публикациями «Миротворцем» их персональных данных. В 2016 году на сайте выложили персональные данные сотрудников мировых СМИ (BBC, Forbes, Reuters, Le Monde).

### Геращенко против Шария
В 2015 году Геращенко обвинил журналиста Анатолия Шария в финансировании международного терроризма, а в ходе последующего обсуждения в социальной сети Facebook Геращенко пригрозил начать «вычислять по IP» всех лиц, выражающих хоть какую-либо поддержку Шарию в комментариях (вплоть до простановки «лайков»). Идею Геращенко пользователи высмеяли многочисленными шутками и фотожабами, а позже сам Геращенко отключил комментарии к своим публикациям.

### Иск Стогния
12 декабря 2016 года тележурналист Константин Стогний подал в суд на Антона Геращенко по делу о защите чести и достоинства. Стогний заявил, что Геращенко сообщил СМИ заведомо ложную информацию о прошлом журналиста, который уволился из МВД в конце 2010 года и не мог быть пресс-секретарём министра Виталия Захарченко, занявшего должность в ноябре 2011 года. В феврале 2018 года Печерский суд Киева удовлетворил иск Стогния, обязав нардепа Геращенко опубликовать опровержение своим словам.

### Защита Голубана, оскорбление Луценко
В 2017 году Антон Геращенко выступил в поддержку командира третьей штурмовой роты ВСУ Юрия Голубана, которого обвинили в участии в 2014 году в войне на стороне Донецкой Народной Республики. В интернете появились фотографии, на которых изображён человек, очень похожий на Голубана, в окружении донецких сепаратистов. Геращенко раскритиковал народного депутата Игоря Луценко за то, что тот процитировал экс-командира спецподразделения «Альфа» и военно-политического деятеля ДНР Александра Ходаковского, подтвердившего, что в мае 2014 года вместе с ним в вооруженном формировании сепаратистов находился Голубан — его бывший подчинённый по «Альфе».

### Заочное голосование в Раде
В марте 2017 года журналисты передачи «Схемы:коррупция в деталях» (совместный проект «Радио Свобода» и телеканала «UA:Перший») в ходе двухнедельной съёмки заседаний Рады установили факт голосования народными депутатами карточкой Антона Геращенко в тот момент, когда сам Геращенко официально отсутствовал на Украине, поскольку пребывал в командировке в Австрии. Карточкой Антона Геращенко голосовал его коллега по фракции Тарас Кремень.

### Фабрикация дела против Геннадия Кернеса
Первая супруга Антона Геращенко Виктория Грецкая-Миргородская в ходе уголовного дела против Геннадия Кернеса в 2018 году свидетельствовала, что в начале 2014 года при ней Геращенко придумал схему, которая заключалась в том, чтобы сфабриковать дело против Геннадия Кернеса и дать показания против него в обмен на лояльность Авакова и место в списке «Народного фронта» на парламентских выборах. В итоге Кернеса подозревали в причастности к похищению и избиению сторонников «Евромайдана» и обвиняли по уголовным статьям «незаконное лишение свободы или похищение человека», «истязание» и «угроза убийством».

## Санкции
1 ноября 2018 года были введены российские санкции против 322 граждан Украины, включая Антона Геращенко.

## Взгляды
В мае 2017 года Антон Геращенко сравнил российские социальные сети с книгой Адольфа Гитлера «Моя борьба» (нем. Mein Kampf), назвав их «пропагандистским инструментом». По его мнению, «Каждый, кто заявляет, что закрытие соцсетей „Одноклассники“ и „ВКонтакте“ — это цензура и ущемление права на свободу слова, — или дурак, или работает на Россию, или не понимает, о чём говорит».
В интервью «Украинской правде», вышедшем 6 июля 2016 года, Арсен Аваков сравнил Геращенко с большим «красивым воздушным шаром» и отметил, что эмоциональные реакции бывшего советника остаются для него загадкой.

Дорогие мои, Антон Геращенко заходит ко мне не так часто, как вам думается. Он такой большой, что иногда как красивый воздушный шар улетает так далеко — его не поймать. Но я стараюсь, как и он старается слышать и мои аргументы. В большинстве вопросов наши точки зрения совпадают, но его эмоциональные реакции для меня, например, остаются непонятными.— 

## Доходы
На протяжении многих лет журналисты отмечали несоответствие между декларациями о доходах Антона Геращенко и его образом жизни. Так, согласно данным декларации за 2013 год, он заработал 10 331 гривну, из них на 3,8 тыс. гривен он потратил на проживание в 3-комнатной квартире в Киеве. Данная квартира ни разу не указывалась в декларациях Геращенко.
В 2016 году Геращенко заработал всего 143 217 гривен, из которых более половины (87 тыс. гривен) потратил на карабин «Кольт» с глушителем и коллиматорным прицелом, что указал в своей новой декларации.
По данным журналистского расследования Дениса Бигуса (программа «Наши гроши»), в 2016 году Антон Геращенко переехал в квартиру площадью 190 м² в элитном жилом комплексе Печерского района Киева. По словам Геращенко, он арендует квартиру за 3 тыс. долларов в месяц, а плату делит со своим тестем Алексеем Шамбуром. Однако журналисты выяснили, что Шамбур постоянно проживает в Полтаве. Ранее на этаже располагались одна квартира площадью 260 м², которую затем разделили на две — в 190 м² и 70 м². Обе квартиры, чья суммарная стоимость составляет 10 млн гривен, принадлежат 60-летнему гражданину, проживающему на окраине Киева в Троещине. 62-летний тесть к 2016 году уже десять лет не получал дохода, а после 2016 получил почти 270 тысяч гривен за предпринимательскую деятельность и не мог платить около полутора миллионов гривен в год за аренду жилья. Сам Антон Геращенко арендовать квартиру тоже не мог — в декларации его доход указан лишь более 100 тысяч гривен в год. В дальнейшем суд обязал Национальное антикоррупционное бюро расследовать материалы журналистов и проверить Геращенко и его тестя.
За 2018 год Геращенко задекларировал около 394 тыс. гривен зарплаты. Его жена получила 130 тысяч гривен алиментов, и ещё 353 тысячи гривен — доход от предпринимательской деятельности. У политика 483 тысячи гривен и 40 тысяч долларов наличными в общей собственности. У тестя — ещё 450 тысяч гривен и 58 тысяч долларов. Задекларировал Геращенко совладение на квартиру площадью 77,2 м² в Харькове, а на его жену — совладение на квартиру в 55,7 м² и право на пользование квартирой с такой же площадью. Основная квартира в 190 м²в декларации Геращенко записана на пользование другим гражданином — Александром Даниленко.

## Личная жизнь
Первым браком Антон Геращенко был женат на Виктории Грецкой. Брак распался в 2009—2010 годах, окончательно супруги развелись в 2014, после чего несколько лет делили имущество. Сын Виктор (род. 2006) остался жить с матерью.
В 2014 году Геращенко женился на Олесе Шамбур. У супруги от первого брака есть сын Антон. Свадьба состоялась 19 декабря 2014 года. Праздник был в замке Радомысль в Житомирской области, который принадлежит народному депутату Ольге Богомолец. Затраты на свадьбу составили около 30 тыс. долларов.
В ноябре 2016 года у Антона и Олеси родилась дочь Полина. После рождения семья переехала в квартиру в элитной новостройке в Печерском районе Киева.

## Награды
- Отличием Харьковского городского головы «За усердие. 350 лет основания Харькова. 1654—2004»,
- Благодарность президента Украины (2005),
- Почётная медаль Украинской православной церкви Киевского патриархата (2005),
- Почётная грамота Министерства по делам семьи, молодёжи и спорта (2006).